# Can Súria
Can Súria és una masia de Maçanet de la Selva (Selva) inclosa a l'Inventari del Patrimoni Arquitectònic de Catalunya.

## Descripció
Edifici quadrangular de dues plantes i coberta de dues aigües a laterals format per quatre adossats al cos central o principal. L'adossat més antic és el que està a l'esquerra del cos principal i té una coberta a un sol vessant. Aquesta part, que eren antigues corts de bestiar, actualment, està coberta d'heures i romagueres. La majoria de les obertures tenen marcs de pedra, i la resta són de rajol. L'adossat de la part dreta és bàsicament de rajol amb una arcada de mig punt també de rajol que serveix de tancat per una mitja dotzena de gossos. L'interior està en molt mal estat i han començat a caure el sostre i les bigues.

## Història
Mas documentat des de 1780. La construcció sembla que fou acabada el 1788.
La llinda de la porta principal té una inscripció datada de 1788, sobre la qual hi ha gravades les lletres "Ave Maria" i una creu. També és anomenat Can Súria de les Bòries i al segle xix, Can Carbonell.